# Cerinto
Cerinto (latino: Cerinthus; Efeso o Antiochia di Siria, ... – ...; fl. I secolo) è stato un teologo e filosofo siriano di lingua greca, dichiarato eretico dalla Chiesa cattolica.

## Dottrina
Secondo Cerinto il mondo non fu creato da Dio, ma da una potenza inferiore (un Demiurgo oppure degli angeli), che ignorava persino l'esistenza di Dio (che è al di sopra di tutto e non è possibile conoscere). Nella sua dottrina, inoltre, egli affermava che Gesù era un semplice uomo e profeta, nato da Giuseppe e Maria e che il Cristo divino fosse disceso su di lui, dopo essere stato emanato da Dio sotto forma di colomba, al momento del battesimo per insegnargli la via verso il Padre sconosciuto. La colomba, poi, abbandonò Gesù prima della crocifissione, lasciando l'uomo al suo destino. Quest'ultima tesi rappresenta una variante del docetismo, detta adozionista.
Infine Cerinto attendeva, dopo la resurrezione universale, l'avvento di un regno terreno di Cristo.
Secondo Ireneo di Lione fu contemporaneo di Giovanni.
La credenza nel Demiurgo e la contrapposizione fra il Gesù umano e l'inviato da Dio lo accomunano con lo Gnosticismo.

## Opere
Non vi sono opere note di Cerinto, tuttavia vi sono alcuni autori antichi (Eusebio di Cesarea e Ippolito di Roma) che affermano nei loro scritti che vi era a Roma un prete dotto ed ortodosso, di nome Gaio, vissuto sotto papa Zefirino (199-217), che ripudiava il Vangelo secondo Giovanni in quanto lo riteneva opera di Cerinto. Secondo Ireneo, invece, il Vangelo secondo Giovanni fu scritto proprio per confutare la dottrina gnostica di Cerinto.
Secondo gli Alogi, una setta di precursori del monarchianismo sorta intorno al 170 in Asia Minore, Cerinto fu addirittura l'autore dell'Apocalisse.